# Passo del Cerro
Il passo del Cerro (750 m s.l.m.) è un valico dell'Appennino Ligure, situato in provincia di Piacenza, nel comune di Bettola, che mette in comunicazione la val Trebbia con la val Nure.

## Geografia fisica
Dal passo è facilmente raggiungibile l'alta val Perino, il cui torrente forma le omonime cascate, raggiungibili tramite sentieri oppure scalandole tramite una via ferrata.

## Storia
Durante la seconda guerra mondiale, nell'ambito della lotta partigiana, tra il 1º e il 3 dicembre 1944, fu teatro della battaglia del Cerro, combattuta tra partigiani e truppe della divisione Turkestan e svoltasi lungo la linea difensiva che separava la val Nure dalla val Trebbia e dalla val Perino, tra il monte Aserei, a sud, e il passo della Pia, a nord, e che vide la morte di un civile e di un partigiano.

## Infrastrutture
Si trova lungo la strada provinciale 39 del Passo del Cerro che collega Bettola con Perino, frazione del comune di Coli. La strada fu realizzata  da parte delle amministrazioni comunali di Bettola e Coli, con il supporto dell'amministrazione provinciale, in tre diversi lotti tra il 1880 e il 1934.

## Sport

### Ciclismo
Nella sua interezza è lungo 20,7 km, 7,2 km da Bettola e 13,5 km da Perino: il versante da Bettola ha una pendenza media del 6% e massima dell'8,5 %, mentre quello da Perino presenta una pendenza media del 4,1 % e massima del 12 %.
Il versante da Bettola presenta nella prima parte, dal kilometro 1 al kilometro 3,3, cinque tornanti panoramici da cui si gode di una vista sull'abitato di Bettola e sulla media val Nure. Dall'altro versante la strada risale nella prima parte la valle percorsa dal torrente Perino, affluente del Trebbia, per poi risalire verso il passo.

### Automobilismo
Il passo del Cerro è stato varie volte inserito come prova speciale nel percorso di alcuni rally.

### Pattinaggio a rotelle
Il passo, nel versante da Bettola, è stato inoltre teatro dei campionati mondiali di discesa libera di pattinaggio nel 2011, dopo aver già ospitato una tappa di coppa del mondo nel biennio 2003-2004. Nel settembre 2021 sono in programma, sempre nel versante bettolese i campionati del mondo della specialità Inline Downhill.